# ام‌اس ارو
ام‌اس ارو (به انگلیسی: MS Arrow) یک کشتی است که طول آن ۱۲۲٫۳۲ متر (۴۰۱ فوت ۴ اینچ) می‌باشد. این کشتی در سال ۱۹۹۸ ساخته شد.